# Wielka Brytania na Letnich Igrzyskach Olimpijskich 2004
Wielką Brytanię na Letnich Igrzyskach Olimpijskich 2004 reprezentowało 264 zawodników : 161 mężczyzn i 103 kobiety. Reprezentacja Wielkiej Brytanii zdobyła 30 medali.

## Zdobyte medale
| Medal  | Zawodnik                                                                                  | Dyscyplina           | Konkurencja                                                             | Rezultat                                                                    |
| ------ | ----------------------------------------------------------------------------------------- | -------------------- | ----------------------------------------------------------------------- | --------------------------------------------------------------------------- |
| Złoto  | Jason Gardener Darren Campbell Marlon Devonish Mark Lewis-Francis                         | Lekkoatletyka        | sztafeta 4 × 100 m mężczyzn                                             | 38,07                                                                       |
| Złoto  | Kelly Holmes                                                                              | Lekkoatletyka        | bieg na 800 m kobiet                                                    | 1:56,38                                                                     |
| Złoto  | Kelly Holmes                                                                              | Lekkoatletyka        | bieg na 1500 m kobiet                                                   | 3:57,90                                                                     |
| Złoto  | Chris Hoy                                                                                 | Kolarstwo            | kolarstwo torowe wyścig na 1000 m na czas mężczyzn                      | 1:00,711                                                                    |
| Złoto  | Bradley Wiggins                                                                           | Kolarstwo            | kolarstwo torowe wyścig na 4000 m na dochodzenie mężczyzn indywidualnie | 4:16,304                                                                    |
| Złoto  | Leslie Law                                                                                | Jeździectwo          | WKKW indywidualnie                                                      | 44,40                                                                       |
| Złoto  | Steve Williams James Cracknell Ed Coode Matthew Pinsent                                   | Wioślarstwo          | czwórka bez sternika mężczyzn                                           | 6:06,98                                                                     |
| Złoto  | Ben Ainslie                                                                               | Żeglarstwo           | Klasa Finn mężczyźni                                                    | 38 pkt                                                                      |
| Złoto  | Shirley Robertson Sarah Webb Sarah Ayton                                                  | Żeglarstwo           | klasa Yngling kobiet                                                    | 39 pkt                                                                      |
| Srebro | Nathan Robertson Gail Emms                                                                | Badminton            | gra mieszana                                                            | w finale przegrali z parą Chińską Zhang Jun i Gao Ling 1:2                  |
| Srebro | Amir Khan                                                                                 | Boks                 | waga lekka (do 60 kg) mężczyzn                                          | w finale przegrał z Kubańczykiem Mario Kindelán                             |
| Srebro | Campbell Walsh                                                                            | kajakarstwo          | K-1 slalom mężczyzn                                                     | 190,17 pkt                                                                  |
| Srebro | Bradley Wiggins Stephen Cummings Robert Hayles Paul Manning Christoper Newton Bryan Steel | Kolarstwo            | kolarstwo torowe wyścig na 4000 m na dochodzenie mężczyzn drużynowo     | 4:01,760                                                                    |
| Srebro | Peter Waterfield Leon Taylor                                                              | Skoki do wody        | Platforma 10 m skoki synchroniczne mężczyzn                             |                                                                             |
| Srebro | Leslie Law Philippa Funnell Mary Thomson-King Jeanette Brakewell William Fox-Pitt         | Jeździectwo          | WKKW drużynowo                                                          | 143,00 pkt                                                                  |
| Srebro | Katherine Grainger Cath Bishop                                                            | Wioślarstwo          | dwójka bez sternika kobiet                                              | 7:08,66                                                                     |
| Srebro | Alison Mowbray Debbie Flood Frances Houghton Rebecca Romero                               | Wioślarstwo          | czwórka podwójna kobiet                                                 | 6:31,26                                                                     |
| Srebro | Nick Rogers Joe Glanfield                                                                 | Żeglarstwo           | klasa 470 mężczyźni                                                     | 74 pkt                                                                      |
| Brąz   | Alison Williamson                                                                         | Łucznictwo           | kobiety indywidualnie                                                   | w pojedynku o 3. miejsce pokonała zawodniczkę z Tajpej Yuan Shu-chi 105:104 |
| Brąz   | Kelly Sotherton                                                                           | Lekkoatletyka        | siedmiobój kobiet                                                       | 6424 pkt                                                                    |
| Brąz   | Ian Wynne                                                                                 | Kajakarstwo          | K-1 500 m mężczyzn                                                      | 1:38,547                                                                    |
| Brąz   | Helen Reeves                                                                              | kajakarstwo          | K-1 slalom kobiet                                                       | 218,77 pkt                                                                  |
| Brąz   | Robert Hayles Bradley Wiggins                                                             | Kolarstwo            | kolarstwo torowe wyścig męskich dwójek (madison)                        |                                                                             |
| Brąz   | Philippa Funnell                                                                          | Jeździectwo          | WKKW indywidualnie                                                      | 46,60 pkt                                                                   |
| Brąz   | Georgina Harland                                                                          | Pięciobój nowoczesny | kobiety indywidualnie                                                   | 5344 pkt                                                                    |
| Brąz   | Sarah Winckless Elise Laverick                                                            | Wioślarstwo          | dwójka podwójna kobiet                                                  | 7:07,58                                                                     |
| Brąz   | Nick Dempsey                                                                              | Żeglarstwo           | mężczyźni windsurfing                                                   | 53 pkt                                                                      |
| Brąz   | Chris Draper Simon Hiscocks                                                               | Żeglarstwo           | klasa 49er mężczyzn                                                     | 77 pkt                                                                      |
| Brąz   | David Davies                                                                              | Pływanie             | 1500 m stylem dowolnym mężczyzn                                         | 14:45,95                                                                    |
| Brąz   | Stephen Parry                                                                             | Pływanie             | 200 m stylem motylkowym mężczyzn                                        | 1:55,57                                                                     |